# Premio Francisco Cerecedo
El Premio Francisco Cerecedo es un galardón periodístico que convoca la Asociación de Periodistas Europeos en España para galardonar aquellas personas que se hayan distinguido en especial por su trabajo periodístico o de divulgación, en especial aquellos que consigan transmitir trabajos originales y eviten la presión de los poderes públicos en defensa de la libertad de expresión. En 2013 alcanzó su XXX edición. Goza de gran prestigio entre la profesión.
El galardón lleva el nombre del periodista gallego Francisco Cerecedo, fallecido en 1977. Se convoca cada año desde 1983.

## Galardonados
Relación de galardonados:
- 1983: Rafael Sánchez Ferlosio.
- 1984: Javier Pradera.
- 1985: José Antonio Novais.
- 1986: Nativel Preciado.
- 1987: Juan Cueto Alas.
- 1988: No se convocó.
- 1989: Raúl del Pozo.
- 1990: Maruja Torres.
- 1991: Chumy Chúmez.
- 1992: Eduardo Haro Tecglen.
- 1993: El Roto.
- 1994: Manuel Vicent.
- 1995: Francisco Umbral.
- 1996: Carmen Rico Godoy
- 1997: Fernando Savater.
- 1998: Jon  Juaristi.
- 1999: Adam Michnik
- 2000: Arcadi Espada.
- 2001: Walter Haubrich.
- 2002: Soledad Alameda.
- 2003: Iñaki Gabilondo.
- 2004: Antonio Tabucchi
- 2005: Juan José Millás.
- 2006: Sylvain Cypel.
- 2007: Soledad Gallego-Díaz.
- 2008: Barbara Probst Solomon
- 2009: Enric González
- 2010: Pepa Bueno
- 2011: Miguel Mora
- 2012: Michael Ignatieff
- 2013: Xavier Vidal-Folch
- 2014: José Antonio Zarzalejos[3]
- 2015: Félix de Azúa[4]
- 2016: Claudio Magris
- 2017: Florencio Domínguez
- 2018: Rubén Amón
- 2019: Javier Cercas
- 2020: Vicente Vallés
- 2021: Anne Applebaum
- 2022: Pilar Bonet
- 2023: Carlos Alsina Álvarez
- 2024: Carlos Franganillo